# 입소문 마케팅
입소문 마케팅 또는 바이럴 마케팅(영어: viral marketing, viral advertising)는 소비자들이 자발적으로 메시지를 전달하게 하여 상품에 대한 긍정적인 입소문을 내게 하는 마케팅(광고) 기법이다. 꿀벌이 윙윙거리는 것처럼 소비자들이 상품에 대해 말하는 것을 마케팅으로 삼는 것이다.
모양이나 기능이 뛰어나고 편리하게 사용할 수 있으며 효율성과 가격 면에서도 앞서는 상품, 사람들의 눈에 잘 띄는 상품이 주요 대상이 되는데, 예를 들면 폭스바겐의 딱정벌레차와 비아그라·해리포터 시리즈 등이 대표적인 성공적인 사례이다.
매스미디어를 통한 마케팅기법에 비해 비용이 저렴하며 기존의 채널로는 도달하기 어려운 소비자에게 접근할 수 있다. 그러나 여론 형성에 주도적인 역할을 하는 사람을 찾아내 적극적으로 활용해야 하며, 공급을 제한하고, 커뮤니티를 잘 활용해야 한다. 또한 일정한 궤도에 오르면 광고와 매스미디어를 활용하고, 입소문은 부정적인 면도 갖추고 있으므로 만약의 사태에 항상 대비하는 자세가 필요하다.

## 같이 보기
- 구전 마케팅